# 만프레드 키지토
만프레드 키지토(Manfred Kizito)는 우간다에서 태어난 르완다의 전 축구 선수이다.